# آيت اغرم (آيت أومعلا)
آيت اغرم هو دُوَّار يقع بجماعة تاونزا، إقليم أزيلال، جهة بني ملال خنيفرة في المملكة المغربية. ينتمي الدوّار لمشيخة آيت أومعلا التي تضم 3 دواوير. يقدر عدد سكانه بـ 344 نسمة حسب الإحصاء الرسمي للسكان والسكنى لسنة 2004.

## وصلات خارجية
- البوابة الوطنية للجماعات الترابية
- المندوبية السامية للتخطيط